# Ma (unidad de tiempo)
Ma (del latín: Mega annum) es el símbolo de una unidad de tiempo muy usado en geociencias, particularmente en geología y paleontología, equivalente a un millón de años. No pertenece al Sistema Internacional de Unidades. Aunque la Ortografía de la lengua española de la RAE del año 2010 establece como abreviatura de millones de años «m. a.», muchos autores recomiendan, especialmente en contextos técnicos, la utilización del símbolo internacional en lugar de la abreviatura.
En 2011 la IUPAC recomendó Ma como la grafía estándar internacional para abreviar el millón de años, en detrimento de otras grafías utilizadas como Myr o My, basadas en la lengua inglesa. Esta decisión ha generado cierta controversia entre la comunidad científica.
En geología se ha usado generalmente para referirse a millones de años antes del presente, frente a la duración de periodos. Por ejemplo, se dice que el inicio del Cenozoico tiene una edad de 66 Ma, mientras que ha durado 66 My. Sin embargo, este ha sido un uso no oficial hasta la fecha y con una aceptación solo parcial entre los geólogos.
Como se ha observado, esta misma unidad también se encuentra frecuentemente expresada con la sigla inglesa Myr (de million years), aunque la sigla latina Ma es la forma universalmente estandarizada.